# Đorđe Crnomarković
Đorđe Crnomarković (cyr. Ђорђе Црномарковић; ur. 10 września 1993 w Belgradzie) – serbski piłkarz, grający na pozycji obrońcy.